# Апатит

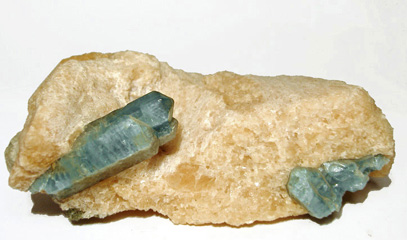
Апатит в кальците.

Апати́т (от греч. ἀπάτη «апати» — обман) — группа минералов класса фосфатов с химической формулой Ca5(PO4)3(OH,F,Cl), основной компонент апатитовых руд, богатых фосфором (агрономические руды). Минерал, содержащий переменное количество фтора, хлора, OH-, а точнее — общее название для ряда родственных минералов группы апатита.

## История и термин
В 1788 году первое научное описание апатита сделал А. Г. Вернер, который и предложил название этого минерала.
Термин происходит от др.-греч. ἀπατάω «обманываю». Это связано с тем, что апатит встречается в природе в разных видах и внешне похож на минералы берилл, диопсид или турмалин. Основным диагностическим признаком апатита служит призматический облик кристаллов; от похожего на него берилла отличается существенно меньшей твёрдостью.

## Свойства
Общая химическая формула апатитов Ca5(PO4)3(OH,F,Cl).
Различают три вида апатитов:
- гидроксиапатит — Ca5(PO4)3(OH)
- фторапатит — Ca5(PO4)3(F)
- хлорапатит — Ca5(PO4)3(Cl)

По весовому химическому составу — содержание: оксид кальция (СаО): 53—56 %; Р2O5: 41 %; фтор (F): до 3,8 % (фторапатит); хлор (Cl): до 6,8 % (хлорапатит); часто содержит примеси марганца, железа, стронция, алюминия, тория, редкоземельных элементов, карбоната кальция — CaCO3 (карбонат-апатит) и другие примеси.
Часто встречается в виде от призматических до игольчатых кристаллов, реже отмечаются короткостолбчатые или таблитчатые кристаллы. Характерны зернистые сахаровидные агрегаты, плотные сливные массы, а также радиально-лучистые и шестоватые агрегаты. В осадочных породах распространены содержащие апатит конкреции тонковолокнистого строения — фосфориты.
Широко известны крупные голубовато-зелёные шестигранные призматические кристаллы с дипирамидальными головками, ассоциирующие с флогопитом, диопсидом и оранжевым кальцитом из скарновых месторождений (Слюдянка в Прибайкалье и др.).
Апатит — полигенный минерал, образующий скопления в щелочных магматических породах (мельтейгит-уртитах и др.), карбонатитах, нефелиновых и гранитных пегматитах, скарнах, некоторых рудных и альпийских жилах. Крупнейшие месторождения апатита (фосфоритов) связаны с осадконакоплением и биохимическими процессами.

## Месторождения

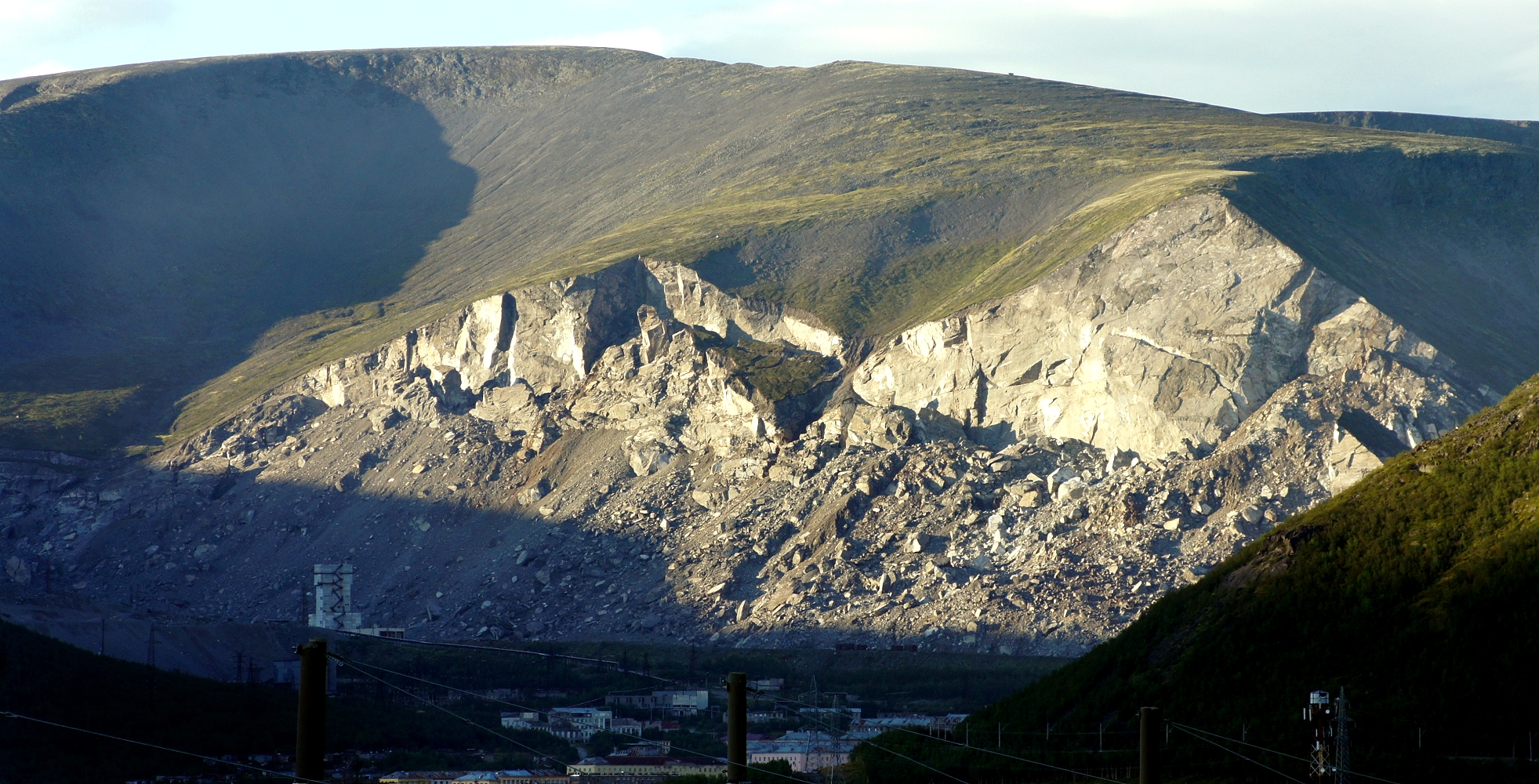
Добыча апатита в Хибинах у города Кировск

Промышленные залежи апатита редки. Крупнейшее в мире месторождение — Хибинское на Кольском полуострове в России, где добывают апатитовые руды, состоящие в основном из фторапатита и нефелина (апатитонефелиновая руда). Также известны Ошурковское и Белозиминское месторождения в Бурятии, Селигдарское, Нерянджинское и Улхан-Меленкинское — в Якутии.
Крупные хорошо образованные кристаллы апатита (так называемый мороксит) известны из месторождения Слюдянка (вблизи города Слюдянка на юге Иркутской области).
Месторождения апатита известны также в Бразилии, Мексике, США, Чили, ЮАР, Финляндии, Испании, Норвегии и других районах мира.

## В живых организмах
Апатит — главная неорганическая составляющая костей и зубов позвоночных животных и человека. Он может откладываться в почечных камнях.
C апатитом связаны исследования нанобактерий.

## Применение
В качестве коллекционного материала используются хорошо огранённые преимущественно полупрозрачные и прозрачные кристаллы апатита — отдельные и вросшие в породу. Кристаллы такого же облика встречаются в нефелин-полевошпатовых пегматитах и эгиринканкринит-натролитовых жилах Хибин (Кольский полуостров). Большим своеобразием отличается апатит альпийских жил, представленный бесцветными прозрачными кристаллами пинакоидального (таблитчатого) габитуса.
Апатит изредка используется ювелирами, но его широкое применение в ювелирном деле невозможно из-за невысокой твёрдости и хрупкости этого камня. Ювелирные апатиты имеют небольшие размеры — обычно до 5 каратов, изредка до 20 каратов, но они представляют почти исключительно коллекционный интерес. Самый крупный кристалл апатита ювелирного качества был найден в Кении и весил 147 каратов.

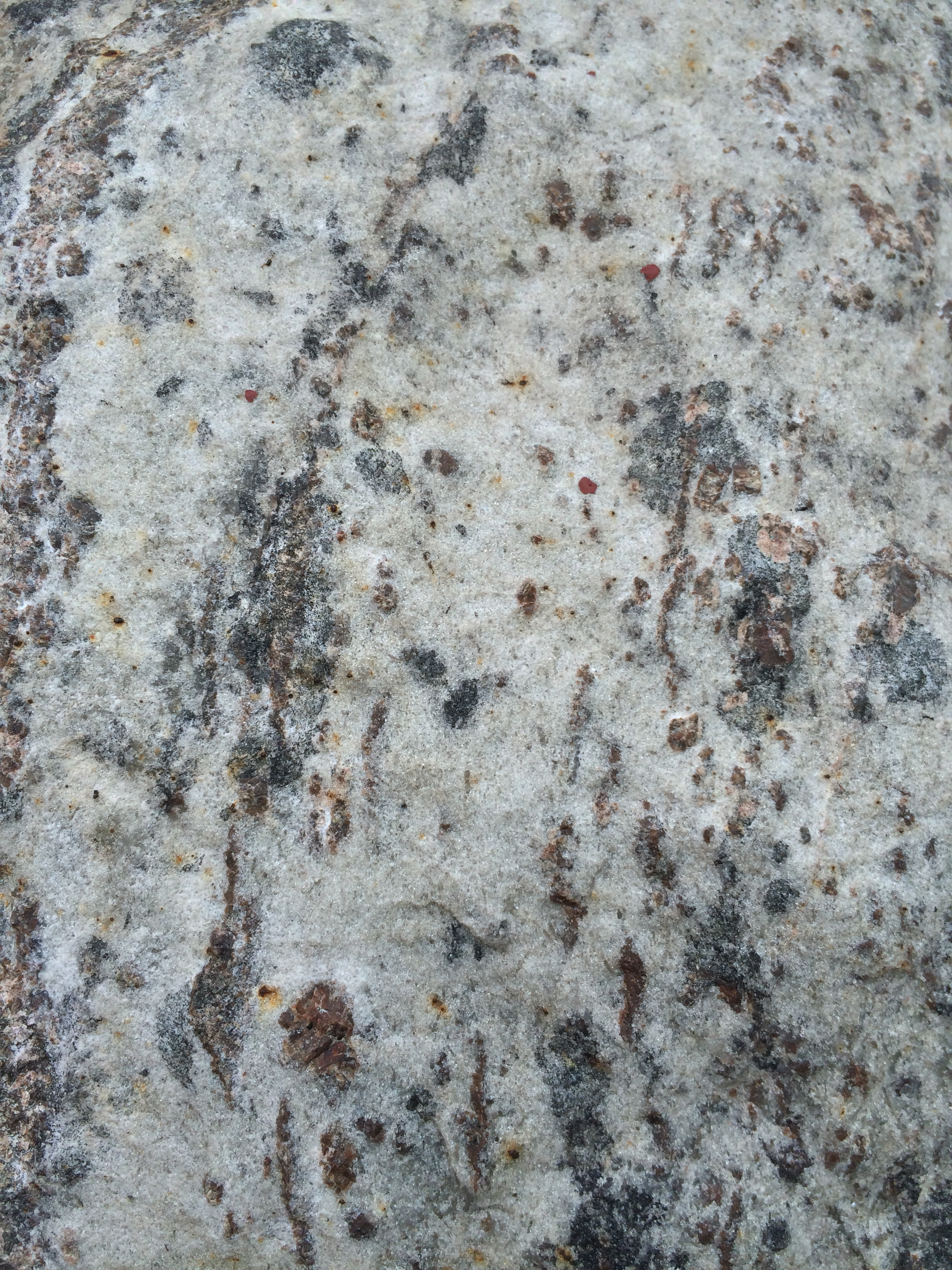
Апатито-нефелиновая руда, Хибины

Апатит является сырьём для производства фосфорных удобрений, фосфора и фосфорной кислоты, его применяют в чёрной и цветной металлургии, в производстве керамики и стекла.
Гидроксиапатит применяется в медицине: в хирургии (в травматологии и ортопедии), в стоматологии (в зубных пастах для реминерализации и укрепления зубной эмали).